# リベンジ転職
リベンジ転職（リベンジてんしょく）とは、転職における形態の一つで、新卒入社時に希望する業界や企業に就けなかった者が意中の仕事を求めて転職活動を行うことを意味する造語である。
バブル崩壊後の就職氷河期にあたる1995年から2004年頃までに入社した者、およびリーマン・ショックや東日本大震災後の就職氷河期にあたる2010年から2013年頃に入社した者に多く見られるとしている。いずれも後に好景気に転じ、就職市場がいわゆる「売り手市場」になったことから「リベンジ転職」が増加したと報じられるほか、2015年の新卒採用において採用選考の解禁が4月から8月へと後ろ倒しされるなど混乱を招いた影響から、志望企業に就職できなかった者が後に「リベンジ転職」に回るのではないかとの予測が為されている。「リベンジ転職」は、「一度別の企業に入社して経験を積み、自分の能力を高めてから入社する」「比較的人件費が安く、職業意識が明確で即戦力となる」など肯定的な見解もある。
転職サイトを運営するビズリーチが2015年9月に発表した調査に拠れば、新卒で入社した企業に「後悔している」と回答した者は41%に上るとされ、そのうち約半数が「リベンジ転職」を視野に入れていると回答している。